# فرودگاه بین‌المللی ونچو یونگچیانگ
فرودگاه بین‌المللی ونچو یونگچیانگ  (به انگلیسی: Wenzhou Yongqiang International Airport) یک فرودگاه همگانی مسافربری با کد یاتا WNZ است که یک باند فرود بتن دارد و طول باند آن ۲۴۰۰ متر است. این فرودگاه در کشور چین قرار دارد .

## شرکت‌های هواپیمایی و مقصدهای پروازی

### مسافری
| شرکت‌های هواپیمایی                               | مقصدهای پروازی | Terminal/ Concourse |
| ----------------------------------------------- | --- | ------------------- |
| ۹ ایر                                           | دالیان ژووشویزی، بایون گوآنگجو، هاربین تایپینگ | Domestic            |
| ایر چاینا                                       | پکن، چنگدو شوانگلیو، چنگچینگ ییانگبی، بایون گوآنگجو، لانگ‌دونگ‌بائو گوئی‌یانگ، کونمینگ چانگشوی، شانگهای پودنگ، تیانجین بینهای، شی‌آن شیان‌یانگ، یینچوان هیدونگ فصلی: هایلار دنگشان                                                       | Domestic            |
| ایر چاینا                                       | اینچئون، تائویوان تایوان | International       |
| بیجینگ کپیتال ایرلاینز                          | هایکو میلان، شی‌آن شیان‌یانگ | Domestic            |
| دراگون‌ایر                                       | هنگ کنگ | International       |
| شانگ آن ایرلاینز                                | شی‌آن شیان‌یانگ، ییچانگ سانگسیا | Domestic            |
| Chengdu Airlines                                | چنگدو شوانگلیو، لانگ‌دونگ‌بائو گوئی‌یانگ، لانجو ژنگچوان، لیجیانگ سانی, نانینگ ووژو، ووهان تیانهه، ژنگژو سین‌ژنگ، زونی زینزهو | Domestic            |
| هواپیمایی شرقی چین                              | پکن، چنگدو شوانگلیو، بایون گوآنگجو، گایلین لیانگ‌جیانگ، هوهوت بایتا، کونمینگ چانگشوی، لانجو ژنگچوان، لیوژو بایلیان، نانینگ ووژو، کینگدائو لیوتینگ، شانگهای پودنگ، ووسو تائی‌یوان، ووهان تیانهه، شی‌آن شیان‌یانگ، Yuncheng, ژنگژو سین‌ژنگ | Domestic            |
| هواپیمایی شرقی چین                              | لئوناردو دا وینچی-فیومیچینو | International       |
| هواپیمایی شرقی چین اجرا توسط شانگهای ایرلاینز   | هایکو میلان، هاربین تایپینگ, جینینگ کوفو، کونمینگ چانگشوی، کینگدائو لیوتینگ، سانیا فونیکس، شانگهای هونگچیائو، شانگهای پودنگ، شنینگ تخین، یانتای چائوشوی, ژنگژو سین‌ژنگ، زوهای سانزاهو                                                | Domestic            |
| هواپیمایی شرقی چین اجرا توسط شانگهای ایرلاینز   | سووارنابومی | International       |
| China Express Airlines                          | لانگ‌دونگ‌بائو گوئی‌یانگ، لیپینگ | Domestic            |
| هواپیمایی جنوبی چین                             | چانگشا هوانگهوا، بایون گوآنگجو، لانگ‌دونگ‌بائو گوئی‌یانگ، شنژن بن، اورومچی دیووپو، ووهان تیانهه، ژنگژو سین‌ژنگ | Domestic            |
| هواپیمایی جنوبی چین اجرا توسط چونگ‌کینگ ایرلاینز | چنگچینگ ییانگبی، دالی | Domestic            |
| GX Airlines                                     | نانینگ ووژو | Domestic            |
| هاینان ایرلاینز                                 | پکن، چنگچینگ ییانگبی، بایون گوآنگجو، لانجو ژنگچوان، شنژن بن، اورومچی دیووپو، ووهان تیانهه، شی‌آن شیان‌یانگ | Domestic            |
| هبئی ایرلاینز                                   | لینی شابولینگ، نانتونگ زینگدونگ، شیاژونگ ژنگدینگ | Domestic            |
| Jetstar Pacific Airlines                        | چارتر فصلی: فو کوئوک، کام رانح | International       |
| جونیائو ایرلاینز                                | چانگشا هوانگهوا، لانگ‌دونگ‌بائو گوئی‌یانگ | Domestic            |
| لاین ایر                                        | چارتر: انگوراه رای | International       |
| Lucky Air                                       | کونمینگ چانگشوی | Domestic            |
| مندرین ایرلاینز                                 | سونگشان تایپه | International       |
| New Gen Airways                                 | چارتر: دن موئنگ، سورات | International       |
| رویلی ایرلاینز                                  | شنینگ تخین | Domestic            |
| شاندونگ ایرلاینز                                | بیهای فوچنگ، جینان یاکیانگ، کینگدائو لیوتینگ، زوهای سانزاهو | Domestic            |
| شنژن ایرلاینز                                   | بایون گوآنگجو، نانینگ ووژو، سانیا فونیکس، شنینگ تخین، شنژن بن | Domestic            |
| سیچوان ایرلاینز                                 | چانگشا هوانگهوا، چنگدو شوانگلیو، چنگچینگ ییانگبی، هاربین تایپینگ، کونمینگ چانگشوی، نانینگ ووژو، سانیا فونیکس | Domestic            |
| اسپرینگ ایرلاینز                                | هوای‌ان لیانشوی، شیاژونگ ژنگدینگ | Domestic            |
| تیانجین ایرلاینز                                | فویانگ ژیگان، کینگدائو لیوتینگ، تیانجین بینهای، شی‌آن شیان‌یانگ | Domestic            |
| تی وی ایرلاینز                                  | اینچئون | International       |
| اورومچی ایر                                     | اورومچی دیووپو، ژنگژو سین‌ژنگ | Domestic            |
| ویتنام ایرلاینز                                 | چارتر: فو کوئوک | International       |
| وست ایر                                         | ژنگژو سین‌ژنگ | Domestic            |